# Elmar Qasımov
Pour les articles homonymes, voir Gasimov.
Elmar Qasımov (né le 2 novembre 1990 à Xırdalan) est un judoka d'Azerbaïdjan en activité évoluant dans la catégorie des moins de 100 kg. 

## Biographie
Elmar Gasimov participe aux Jeux olympiques de Londres où il termine 7e de la catégorie des moins de 100 kg

## Palmarès
| Année | Compétition           | Lieu         | Résultat | Catégorie       |
| ----- | --------------------- | ------------ | -------- | --------------- |
| 2012  | Championnats d'Europe | Tcheliabinsk | 3e       | Moins de 100 kg |
| 2014  | Championnats d'Europe | Montpellier  | 2e       | Moins de 100 kg |